# Jiandang Weiye
The Founding of a Party, (xinès simplificat: 建党伟业, pinyin: Jiàndǎng Wěiyè, literalment 'La gran mampresa de la fundació del partit'), titulada alternativament en anglès Beginning of the Great Revival per al seu llançament internacional, és una pel·lícula històrica xinesa estrenada l'any 2011 per commemorar el 90è aniversari del Partit Comunista de la Xina. La pel·lícula està dirigida per Huang Jianxin i Han Sanping, tots dos també van treballar en la pel·lícula relacionada, La fundació d'una república, que compta amb un repartiment amb moltes estreles del cinema del país, com Andy Lau i Chow Yun-fat. La pel·lícula va ser creada per l'empresa estatal China Film Group i representa la creació del Partit Comunista de la Xina, començant amb la caiguda de la dinastia Qing el 1911 i acabant amb el congrés fundacional del Partit el 1921.

## Trama
Durant el començament del segle xx, la Xina està marcada per la desunió política i un bon grapat d'individus, entre ells Mao Zedong, Li Dazhao i Zhou Enlai, preveuen una Xina unificada, com a conseqüència de les crisis polítiques que van seguir la revolució Xinhai de 1911, que va acabar amb segles de domini dinàstic al país. Després de la Primera Guerra Mundial, els aliats occidentals van cedir Qingdao i la badia de Jiaozhou a l'Imperi del Japó amb el Tractat de Versalles, despertant indignació entre la joventut de la Xina, que donaria lloc al Moviment del 4 de Maig de 1919. El març de 1920, Grigori Voitinski arriba a la Xina en un intent d'estendre el comunisme a l'Extrem Orient i, el 22 de juliol de 1921, 13 representants de tota la Xina es reuneixen en un dormitori femení de Xangai per fundar el que seria el Partit Comunista de la Xina.
| Actor                        | Rol                                   |
| ---------------------------- | ------------------------------------- |
| Liu Ye                       | Mao Zedong                            |
| Chen Kun                     | Zhou Enlai                            |
| Li Qin                       | Yang Kaihui                           |
| Huang Jue                    | Li Da                                 |
| Liao Fan                     | Zhu De                                |
| Chow Yun-fat                 | Yuan Shikai                           |
| Qi Yuwu                      | Wang Jinmei                           |
| Wang Xuebing                 | Bao Huiseng                           |
| Zhang Yishan                 | Deng Enming                           |
| Tong Ruixin                  | Chen Gongbo                           |
| Fan Zhibo                    | Cai Chang                             |
| Li Jing                      | Yuan Keding                           |
| Bai Bing                     | Lu Yin                                |
| Huang Lei                    | Cao Rulin                             |
| Du Chun                      | Xu Deheng                             |
| Wang Xinjun                  | Xu Chongzhi                           |
| Tao Zeru                     | Zhang Xun                             |
| Liu Yiwei                    | Duan Zhigui                           |
| Hou Yong                     | Tang Shaoyi                           |
| Zhao Lixin                   | Yang Mingzhai                         |
| Dai Xu                       | Yu Fangzhou                           |
| Li Qi                        | l'esposa de Lin Chenru                |
| Yang Yang                    | Yang Kaizhi                           |
| Yu Shaoqun                   | Mei Lanfang                           |
| Liu Peiqi                    | Gu Hongming                           |
| Zhang Xilin                  | Wang Zhengting                        |
| Leehom Wang                  | Luo Jialun                            |
| Ma Jing                      | Reporter                              |
| He Yunwei                    | Traductor francés                     |
| Xu Haiqiao                   | Qu Qiubai                             |
| Wen Ruohan                   | Zhang Tailei                          |
| Liu Tao                      | Consort Jin                           |
| Jing Boran                   | Xie Zhaomin                           |
| Fang Anna                    |                                       |
| Hong Jiantao                 | Huang Xing                            |
| Bao Bei'er                   | estudiant de la Universitat de Pequín |
| Sergey Barkovski             | Vladimir Lenin                        |
| Yan Ruihan                   | Puyi                                  |
| Zhang Jiaze                  | Li Dazhao                             |
| Li Chen                      | Zhang Guotao                          |
| Chang Chen                   | Chiang Kai-shek                       |
| Zhou Xun                     | Wang Huiwu                            |
| Andy Lau                     | Cai E                                 |
| Zhang Hanyu                  | Song Jiaoren                          |
| He Ping                      | He Shuheng                            |
| Tan Kai                      | Chen Tanqiu                           |
| Huang Xuan                   | Liu Renjing                           |
| Michelle Ye                  | Li Lizhuang                           |
| Wang Luodan                  | Zhang Ruoming                         |
| Che Yongli                   | Lu Xiaoman                            |
| Liu Yunlong                  | Jiang Baili                           |
| Liu Wenzhi                   | Xu Shichang                           |
| Fan Wei                      | Li Yuanhong                           |
| Alex Fong Chung-sun          | Yang Du                               |
| Daniel Wu                    | Hu Shi                                |
| Zu Feng                      | Deng Zhongxia                         |
| Lin Shen                     | Duan Xipeng                           |
| Shu Yaoxuan                  | Wu Bingxiang                          |
| Guo Jinglin                  | Zhang Zongxiang                       |
| Feng Danying                 | Zhang Cuixi                           |
| Chen Daoming                 | V.K. Wellington Koo                   |
| Ren Zhengbin                 | Wei Chenzu                            |
| Xie Mengwei                  | conductor                             |
| Fan Lei                      | guardaespatles                        |
| Wang Shuoxin                 | Li Fuchun                             |
| Li Xuejian                   | Yang Changji                          |
| Deng Chao                    | Chen Yi                               |
| Wen Zhang                    | Deng Xiaoping                         |
| Xiaoshenyang                 |                                       |
| Chen Guoxing                 |                                       |
| Dong Jie                     | Soong Ching-ling                      |
| Zou Junbo                    | Zhu Qisheng                           |
| Vitalii Vladasovich Grachyov | Grigori Voitinski                     |
| Eric Tsang                   | reporter de Ta Kung Pao               |
| Myolie Wu                    | concubina de Yuan Shikai              |
| Gera Shchenko Andriyan       | Henk Sneevliet                        |
| Du Zhiguo                    | policia                               |
| Feng Yuanzheng               | Chen Duxiu                            |
| Pan Yueming                  | Cai Hesen                             |
| Dong Xuan                    | Xiang Jingyu                          |
| Tang Wei                     | Tao Yi                                |
| Angela Yeung Wing            | Xiaofengxian                          |
| Ma Shaohua                   | Sun Yat-sen                           |
| Zhou Jie                     | Li Hanjun                             |
| Wang Danrong                 | Dong Biwu                             |
| Zhang Yi                     | Zhou Fohai                            |
| Wang Xueqi                   | Cai Yuanpei                           |
| Wang Po-chieh                | Xiao Zisheng                          |
| John Woo                     | Lin Sen                               |
| Qin Lan                      | Su Xuelin                             |
| Ray Lui                      | Wu Peifu                              |
| Zhao Benshan                 | Duan Qirui                            |
| Feng Gong                    | Feng Guozhang                         |
| Zhao Chenhao                 | diputat de Feng Guozhang              |
| Nick Cheung                  | Liang Qichao                          |
| Ren Zhong                    | Yuan Jiasheng                         |
| Zhang Jian                   | Lin Chenru                            |
| Xia Fan                      | Zhang Shenfu                          |
| Jiang Shan                   | Chen Yan'an                           |
| Zhang Shan                   | Zhang Boling                          |
| Lin Yongjian                 | Lou Tseng-Tsiang                      |
| Tian Xiaojie                 | Alfred Sao-ke Sze                     |
| Zhao Chenguang               | reporter                              |
| Xu Zheng                     | diputat de Duan Qirui                 |
| Han Geng                     | Deng Xiaoping                         |
| Yu Xiaoguang                 | Liu Shaoqi                            |
| Fan Bingbing                 | Dowager Longyu                        |
| Jiang Wu                     | Tao Chengzhang                        |
| Nie Weiping                  |                                       |
| Fu Xinbo                     | Gao Junyu                             |
| Nie Yuan                     | Chen Qimei                            |
| Lin Xiang                    | professor d'escola                    |
| Miriam Yeung                 | adolescent                            |
| Alex Fong Lik-san            | adolescent                            |
| Miura Kenichi                | Signatari japoné                      |

## Producció
Jiandang Weiye va ser una de les 28 pel·lícules promogudes per l'Administració Estatal de Ràdio, Cinema i Televisió per commemorar el 90 aniversari del Partit Comunista. El rodatge va començar el 18 d'agost de 2010 al lloc de rodatge de China Film Group Corporation al districte de Huairou, Beijing.
Considerada com una èpica propagandística a diversos mitjans occidentals, la pel·lícula té un repartiment d'estrelles, que inclou celebritats de la Xina continental, Hong Kong, Taiwan i altres països, que interpreten els papers de diversos personatges històrics; alguns dels notables actors són Andy Lau, Chow Yun-fat, el cantant taiwanès-nord-americà Leehom Wang, el director de cinema de Hong Kong John Woo, l'actor taiwanès Chang Chen, l'actor de Hong Kong Eric Tsang, el cantant de la Xina continental Han Geng, i el cantant rus Vitalii Vladasovitx Gratxiov (de nom artístic, Vitas). Liu Ye, que va interpretar un jove Mao Zedong, va guanyar per fer el seu paper, amb un règim on es menjava 20 ous al dia. Més de 400 actors van fer audicions per als papers de la pel·lícula.
Durant una conferència de premsa el 8 de juny de 2011, el director de la pel·lícula, Huang Jianxin, va dir que la pel·lícula tindria diverses escenes tallades, ja que, d'altra manera, la pel·lícula original hauria estat massa llarga per a l'estrena a les sales. Entre els retalls hi havia l'actuació de l'actriu Tang Wei com a Tao Yi, una de les primeres parelles de Mao Zedong. Alguns informes dels mitjans van afirmar que el net de Mao Zedong, Mao Xinyu, un major general de l'Exèrcit Popular d'Alliberament, es va oposar al fet que no fos apropiada per al paper (citant el seu paper anterior a la pel·lícula de thriller eròtic Lust, Caution). Un executiu, però, va negar que la decisió estiguera relacionada amb el paper de Tang a Lust, Caution.
La producció es va vore millorada respecte a la pel·lícula anterior de Han Sanping, The Founding of a Republic, amb una fotografia de pantalla millor dissenyada per Zhao Xiaoshi. Com a la pel·lícula anterior, Jiandang Weiye també inclou partitures musicals de Shu Nan. Algunes imatges documentals originals en blanc i negre van ser incloses a la pel·lícula. També es va tindre l'estranya oportunitat de rodar al Kremlin de Moscou.

## Patrocini
Shanghai GM, l'empresa conjunta xinesa del gegant nord-americà de l'automòbil General Motors, va anunciar el setembre de 2010 que la filial Cadillac s'havia convertit en el soci comercial principal de la pel·lícula. General Motors va rebre crítiques després de les revelacions que havia patrocinat la pel·lícula de propaganda comunista xinesa. General Motors va dir que el patrocini era una aliança comercial iniciada per la seua empresa conjunta xinesa i ho justificà com part d'una alineació estratègica amb la indústria cinematogràfica. El portaveu del grup cinematogràfic va dir que Cadillac havia signat un acord de cooperació plurianual amb l'estudi, no només per a la pel·lícula.

## Estrena
L'acte d'estrena de la pel·lícula tingué lloc el 8 de juny a Beijing, abans de l'estrena oficial el 15 de juny. Segons Han Sanping, la pel·lícula es va projectar a l'estranger en més de 10 països, entre ells els Estats Units, Canadà, Austràlia, Corea del Sud i Singapur, i que la versió global de la pel·lícula va acabar d'editar-se el 8 de juny. El tema principal de la pel·lícula es titula One Day. La versió IMAX de la pel·lícula es va projectar només en una selecció de 20 dels 24 cinemes IMAX que la Xina tenia llavors.
Les estrenes cinematogràfiques xineses de Transformers: Dark of the Moon i Harry Potter and the Deathly Hallows - Part 2 es van endarrerir fins a finals de juliol, possiblement per a garantir que Jiandang Weiye rebera la màxima atenció possible.
El llançament internacional va tindre el títol alternatiu Beginning of the Great Revival i un tall diferent en comparació amb la versió nacional de la Xina, i va ser llançada a Amèrica del Nord, Austràlia i Nova Zelanda el 24 de juny de 2011.

## Recepció
Dos dies després de l'estrena a taquilla, la pel·lícula va superar els 50 milions de RMB, i es va informar que la majoria dels espectadors eren joves. No obstant això, The Christian Science Monitor va informar que la venda d'entrades es va inflar per la distribució massiva d'entrades gratuïtes; i que treballadors havien rebut temps lliure de la faena per a vore la pel·lícula. Segons The New York Times, les escoles i les oficines governamentals van haver de comprar un gran número d'entrades. I també es va afirmar que les recaptacions de taquilla s'havien inflat a costa d'altres pel·lícules populars: molts cinemes còmplices van modificar manualment els talons informatitzats de les entrades de la pel·lícula, permetent a l'espectador vore altres pel·lícules. Segons The New York Times, els mitjans xinesos no van poder criticar la pel·lícula.
Una ressenya de Derek Elley suggereix que la idea de Han Sanping de "vendre" pel·lícules oficials d'aniversari omplint-les de cameos de celebritats no va eixir tan bé en comparació amb la seua pel·lícula anterior, The Founding of a Republic creada per celebrar el 60 aniversari de la República Popular de la Xina, encara que la tàctica encara funciona en menor mesura; suggereix que l'ús de cameos estel·lars era inherentment menys panoràmica perquè la trama de la pel·lícula està ambientada en un àmbit més reduït d'un període de 10 anys, i que el concepte de cameos estrella és una mica menys fresc. Igual que amb The Founding of a Republic, Jiandang Weiye proporciona un fort factor sorpresiu a causa de l'aparició de cares conegudes; tanmateix, molt pocs actors tenen l'oportunitat de construir actuacions reals en termes dramàtics. També elogia els dissenys d'escenes, fent referència a una seqüència a Beijing com una atmosfera de conte de fades. Elley valora la pel·lícula en general amb un 7 sobre 10.